# Istoria Bosniei și Herțegovinei

## Antichitate
Teritoriul actual al Bosniei-Herțegovina a fost locuit în antichitate de către triburile ilire. Statul roman a ocupat teritoriul actual în urma unor conflicte care au durat aproximativ trei secole. În mod cert teritoriul era cucerit de către Imperiu în timpul domniei lui Octavianus Augustus, la începutul primului secol al erei creștine. Teritoriul actual al Bosniei-Herțegovina a fost parte a provinciilor Iliricum și Dalmația.
În perioada administrației romane, pe teritoriul celor două provincii a avut loc un proces intens de colonizare și romanizare a populației ilire. Există anumite teorii care susțin că mulți dintre coloniștii stabiliți în Dacia proveneau din aceste provincii (în special din Dalmația). În anul 395, când Imperiul roman a fost divizat între Imperiul de răsărit și cel de apus, linia de demarcație dintre acestea trecea prin actualul teritoriu al Bosniei-Herțegovina.
Odată cu prăbușirea autorității imperiale în occident și cu slăbirea ei în răsărit, teritoriul este stăpânit succesiv de ostrogoți, alani și huni. În timpul domniei împăratului bizantin Justinian, teritoriul reintră pentru scurtă vreme sub autoritatea Imperiului de răsărit. Între secolele V-VII are loc sosirea în masă și stabilirea slavilor. Slavii s-au stabilit în valuri succesive, amestecându-se cu autohtonii iliri, celți, traci și cu populația romanizată rămasă aici (vlahii). Stabilirea slavilor în Bosnia a fost unul din primele elemente determinante ale istoriei acestui stat.
Istoricul John Fine menționează că în Bosnia a existat o populație numeroasă pre-slavă și anume vlahii care sunt înrudiți cu românii și vorbeau o limbă asemănătoare cu limba română dar a căror urmași au fost slavizați și vorbesc astăzi o limbă slavă

## Evul Mediu
Informațiile despre Bosnia-Herțegovina în perioada secolelor VII - X sunt fragmentare și adeseori contradictorii. Teritoriul era în afara controlului marilor state din epoca (Imperiul bizantin sau Imperiul lui Carol cel Mare) iar slavii nu au creat până în secolele IX-X formațiuni statale de tip feudal. Populația locală era creștină și poate fi presupus că și slavii stabiliți în Bosnia au fost creștinați în mod treptat.
Din toponimie se poate deduce faptul că pentru o perioadă îndelungată pe teritoriul Bosniei a supraviețuit o importantă populație vorbitoare de limbă latină: o regiune din estul Bosniei se numește Romanija, iar una dintre localități, Vlasenica. Acest fapt a determinat pe unii istorici care susțin teze neo-roesleriene (Noel Malcolm- A Short History of Bosnia) să propună Bosnia drept locul de formare al poporului român. În lipsa informațiilor documentare, se poate presupune că populația de limbă latină a fost asimilata de către cea slavă. Un proces similar, documentat, a avut loc pe coasta Adriatică, pe teritoriul actual al Croației.
Unii cercetători consideră că majoritatea sârbilor din Republica Srpska din Bosnia de astăzi sunt de origine vlahă la fel ca majoritatea populației din Bosnia și Hertegovina
În secolul al X-lea, odată cu formarea statelor feudale ale sârbilor și croaților, Bosnia devine obiect de dispută între acestea.
După încorporarea Croației în Regatul Ungariei în anul 1102, Bosnia-Herțegovina este revendicată de către Ungaria. De asemenea, Imperiul bizantin aflat într-o nouă etapă de expansiune încearcă să anexeze Bosnia.
Un alt element major, marea schismă din 1054 va influența istoria Bosniei. Teritoriul se află la limitele ortodoxiei și catolicismului. Din acest motiv, populația este divizată sub aspect confesional. În perioada respectivă se formează și Biserica Bosniacă, o grupare considerată eretică atât de către ortodocși cât și de către catolici. Datele despre Biserica Bosniacă sunt foarte sărace și sunt exclusiv prezentate de către clericii catolici. Unii autori (în special istoricii croați), susțin că membrii ei erau susținători ai bogomilismului. Alți autori (în special cei occidentali) susțin că Biserica respectivă respecta în principiu ritualul catolic însă ieșită de sub autoritatea Papei. În mod cert clasa feudală din Bosnia, deși a profesat catolicismul, a păstrat legături strânse cu Biserica Bosniacă locală.
În această perioadă apar primele formațiuni statale bosniace. Primul monarh, banul Kulin este instaurat pe tron în anul 1180 de către Imperiul bizantin, apoi în anul 1183 se aliază cu Regatul Ungariei. În timpul său statul bosniac ocupă apoximativ actualul teritoriu al Bosniei - Herțegovina. Tratatul între Bosnia și Republica Dubrovnik, Carta Banului Kulin, definește teritoriul Bosniei, între râurile Una, Sava și Drina, care marchează și azi granițele statului Bosnia-Herțegovina. Carta este considerată certificatul de naștere al statului bosniac.
După moartea sa, în anul 1204, Bosnia intră într-o perioadă de lupte interne între familiile aristocratice. Acestea iau sfârșit în anul 1322 când familia Kotromanici ocupă tronul Bosniei. Sub Ștefan II Kotromanici și nepotul său Tvrtko, Bosnia atinge maxima întindere teritorială, ocupând teritoriul Herțegovinei (Humlie), teritorii din vestul Serbiei, Dalmația și unele insule din Marea Adriatică. Tvrtko I este recunoscut drept rege al Bosniei. După moartea sa în anul 1391, Regatul Bosniei intră din nou într-o perioadă de declin.
În aceeași perioadă, Imperiul otoman este în plină expansiune. În anul 1463, cea mai mare parte a Bosniei este cucerită de către Imperiul otoman. În anul 1481 este cucerit și teritoriul Herțegovinei. Părți din nordul Bosniei au rămas sub ocupația Regatului Ungariei până dupa bătălia de la Mohacs, când întregul teritoriu este cucerit de către Imperiul Otoman.

## Vlahii din Bosnia și Herțegovina

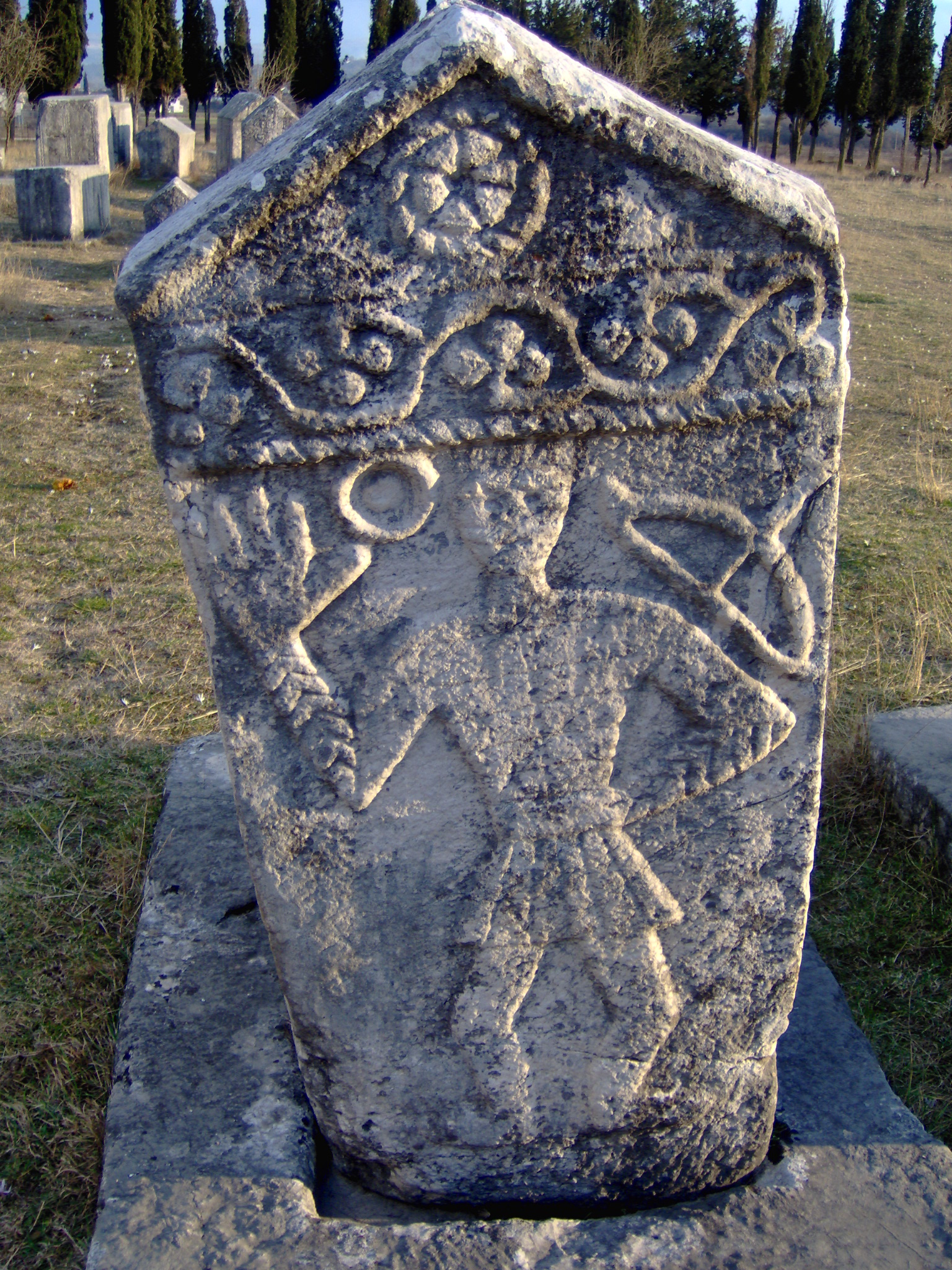
Monument funerar din Radimlja cu imaginea unui vlah (aromân) cu fustanela.

Cel mai vechi document care menționează vlahii din Serbia și Herțegovina a fost dat de către jupanul Stefan Nemania prin anii 1198-1199 când vlahii erau într-o faza înaintata de asimilare, fiind sub jurisdicția arhiepiscopului de Zica. Documentele menționau nume precum Bukor, Bun Dedol, Mic, Mrgela, Singur, Sarban etc.; alte documente emise de Stefan Uros I pe la 1253 și 1254-64 confirma prezenta vlahilor în Zachlumia (Hum în Herțegovina)
Vlahii din aceste spatii formau familii extinse grupate pe cătune (sate) conduse de cate un cneaz, care avea și rol de judecător, iar ca activități, pe lângă păstorit, vlahii erau grupați în voinici (oșteni) și călători/kielatori (cărăuși) 
Stelian Brezeanu a scris despre un toponim care atesta prezenta elementului romanic în Bosnia și Herțegovina: Stari Vlah (Vlahia veche) un teritoriu acoperind porțiuni din Herțegovina, Muntenegru și Serbia, remarcându-se zona munților Romania (Romanija) din apropierea actualului oraș Sarajevo
Karl Kaser a publicat și o hartă a familiilor medievale extinse de vlahi din Bosnia și Herțegovina.
Vlahii din Balcanii de Vest au contribuit la formarea principatelor Hum (Zachlumia) și Zeta. In Zeta, o familie de vlahi, Balsa a condus principatul. Documentele vremii inca mai menționau nume vlahe în ciuda slavizării: Banjan, Balac, Bilbija, Boban, Bokan, Banduka, Bencun, Belen, Bender, Besara, Bovan, Čokorilo,Darda, Doman, Drečo, German, Gac, Gala, Jarakula, Kalin, Kešelj, Keser, Kočo, Kalaba, Kokoruš, Kosor, Lopar, Macura, Mataruga, PaĎen, Palavestra, Punja, RiĎan, Šola, Šolaja, Šabat, Šurla, Šatra, Škipina, Špira, Tubin, Taor, Tintor  Au rămas și multe toponime vlahe:  Vlasic, Vlaško Brdo, Stari Vlah, Vlasina, Vlaninja, Vlahinja Planina; Vlahov Katun, Valakonje, Vlahoni, Vlaškido, Vlaški, Vlasic, Vlase, Vlasi, Vlasotince, Novovlase, Vlaška Draca, Vlaška, Vlahi etc.
Majoritatea vlahilor din Bosnia și Herțegovina au fost islamizați în timpul ocupației otomane. In limba turcă au primit numele de "caravlahi", nume tradus de italieni în forma "morlaci". Denumirea provine din limba turcă, în care punctele cardinale se notau cu culori, negrul (cara) simbolizând nordul. Caravlahi înseamnă "vlahii de nord" Isidor Ieșan a scris despre vlahii din Bosnia, afirmand că o mare parte a acestora, inainte de a fi islamizati, au fost bogomili (patareni)
In urma vlahilor au rămas numeroase vestigii materiale, cele mai renumite fiind monumentele funerare (numite stecci în limba sârbă). Mai cunoscute sunt necropolele de la Radimlja, Boljuni, Gorica, Bildinje etc, din care unele sunt pe lista de patrimonii UNESCO.

## Perioada ocupației otomane
Ocupația otomană a reprezentat un alt moment definitoriu pentru istoria Bosniei. Principalul proces, început imediat după cucerirea otomană a fost convertirea unei mari părți a populației slave autohtone la islam. Convertirea în masă a slavilor din Bosnia la islam a fost un fenomen în general voluntar, spre deosebire de islamizarea albanezilor care a fost cel puțin încurajată de către autoritățile otomane.
Pentru explicarea acestui fenomen au fost propuse mai multe teorii. În general este acceptat faptul că în Bosnia catolicismul și ortodoxia aveau o prezență slabă iar membrii Bisericii Bosniace, persecutată de către catolici și considerată eretică de către ortodocși, au preferat conversiunea la islam. Controversele confesionale vor fi avut, de asemenea, un rol important în a determina mulți creștini să accepte islamul.
O altă cauză importantă a fost faptul că în Imperiul Otoman creștinii aveau un statut inferior celui al musulmanilor. Astfel creștinii nu aveau dreptul de a poseda pământ, de a încăleca un cal (sau o cămilă) și nu aveau dreptul de a depune mărturie înaintea tribunalelor musulmane (sau, când aveau acest drept, mărturia lor valora mai puțin decât cea a unui musulman. În aceste condiții, mulți creștini, care nu erau foarte legați de religia lor, au preferat convertirea la noua religie dominantă.
Nu trebuie ignorat nici faptul că, în Bosnia, spre deosebire de Serbia, Bulgaria sau Grecia, majoritatea feudalilor locali au preferat convertirea la islam pentru a-și păstra domeniile. Acești feudali locali, numiți "beg" au dominat viața socială și politică în Bosnia până spre sfârșitul secolului XIX.
Un factor care a fost mult supraestimat a fost sistemul de devșirme (tributul de sânge), prin care turcii recrutau băieți din rândul populațiilor creștine din Imperiu pentru corpul de armată al ienicerilor. Deși practica a lăsat amintiri dureroase în rândul populației creștine din Balcani în fapt a fost abandonată în secolul XVII și nu poate explica singură conertirea masivă, care a avut loc doar în Bosnia.
Dată fiind convertirea masivă a populației locale la Islam, aceasta a păstrat limba slavă (cunoscută până la războaiele care au marcat destrămarea Iugoslaviei drept sârbo-croată). Procesul de islamizare este documentat de registrele financiare ale Imperiului otoman. Acestea arată cum, pe parcursul a trei generații, o familie adopta islamul, astfel că era eliminată din lista celor care trebuiau să plătească jizya (taxa pe cap de locuitor pe care trebuiau să o plătească evreii și creștinii care trăiau în statele musulmane). La populația locală s-au adăugat în decursul celor patru secole de ocupație otomană și musulmani veniți din restul imperiului însă aceștia s-au asimilat în masa populației locale.
În general numele de familie ale musulmanilor bosniaci se formează după aceeași structură ca și a celor ale sârbilor și croaților, prin utilizarea sufixului -ici (fiul lui). Uneori numele indică o anumită ascendență (de exemplu numele fostului președinte Izetbegovici arată clar că unul din strămoșii săi era un feudal local numit Izet).
În același timp o parte importantă a populației locale rămâne fidelă celor două biserici creștine, catolică și ortodoxă. Biserica Catolică din Bosnia supraviețuiește datorită călugărilor franciscani, prezenți în special în regiunea Herțegovinei Occidentale (la vest de orașul Mostar), iar cea ortodoxă are o prezență largă pe tot teritoriul Bosniei.
Administrația otomană a fost inițial ostilă Bisericii Catolice, care avea o ierarhie în afara hotarelor Imperiului Otoman și a favorizat Biserica Ortodoxă. Astfel, pașa Mehmed Sokolovici, un ienicer, creștin din Bosnia la origine, a impus numirea unei o rude a sa (frate sau nepot), Makarie Sokolovici, ca patriarh de Peci (oraș din Kosovo), cea mai înaltă demnitate ecleziastică sârbă din acel moment. Ulterior, Patriarhia de la Peci a fost desființată, iar favorizarea Bisericii Ortodoxe s-a redus de-a lungul secolelor.
În general în timpul ocupației otomane, populația musulmană era majoritară în orașe, iar cea creștină trăia în sate, fiind de obicei șerbi pe proprietățile feudalilor musulmani.
Datele statistice despre proporțiile populației pe teritoriul Bosniei sunt contradictorii și puțin demne de încredere până în secolul XIX. În general este admis că o proporție oscilând între 40% și 80% din populație era musulmană în secolul XVI, când Imperiul otoman la apogeul puterii sale a lansat ofensiva spre Europa Centrală, care a culminat cu primul asediu al Vienei, din anul 1529. După cucerirea Ungariei, mulți musulmani au dobândit proprietăți funciare în câmpia Panonică și au părăsit Bosnia.
În perioada otomană se stabilește în Bosnia o importantă comunitate evreiască sefardă, în special în Sarajevo și Travnik.
În secolul XVII, odată cu intrarea Imperiului otoman în defensivă și pierderea teritoriilor Ungariei și Slavoniei, un mare număr de musulmani revin în provincie. Bosnia devine o provincie de frontieră a Imperiului otoman și are un rol important în arhitectura defensivă. Actuala frontieră între Croația și Bosnia a fost timp de secole frontiera dintre Imperiul otoman și Imperiul habsburgic.
În perioada dominației otomane se dezvoltă viața urbană (Sarajevo și Travnik sunt capitalele Bosniei), dar și orașe precum Mostar sau Tuzla. Sunt construite monumente arhitectonice precum podul de la Mostar (distrus în anul 1993) sau moscheile din Sarajevo și Banja Luka.
Statutul populației creștine se înrăutățește în mod constant odată cu adâncirea crizei Imperiului otoman. Mulți creștini părăsesc Bosnia pentru a se instala pe teritoriile Dalmației sau ale Imperiului austriac. Cei care rămân sunt reduși la un statut de servitute, muncind pe latifundiile feudalilor musulmani în schimbul a jumătate din recoltă. Exista și o clasă de musulmani fără pământ, însă aceștia erau fie soldați, fie colectori de impozite.
În general creștinii sunt ținuți într-o stare de inferioritate, iar drepturile acordate cultelor creștine sunt nesocotite. Bisericile creștine nu pot fi mai înalte decât minaretele moscheilor, nu este permisă folosirea clopotelor, toate acestea contribuie la înlăturarea oricărei urme de atașament față de sistem și creștinii încep să caute protectori externi. Catolicii caută sprijinul Austriei, iar ortodocșii inițial pe cel al Rusiei. De o importanță deosebită pentru ei este răscoala sârbilor din Serbia și formarea principatului autonom al Serbiei în anul 1815, recunoscut de către Imperiul otoman.

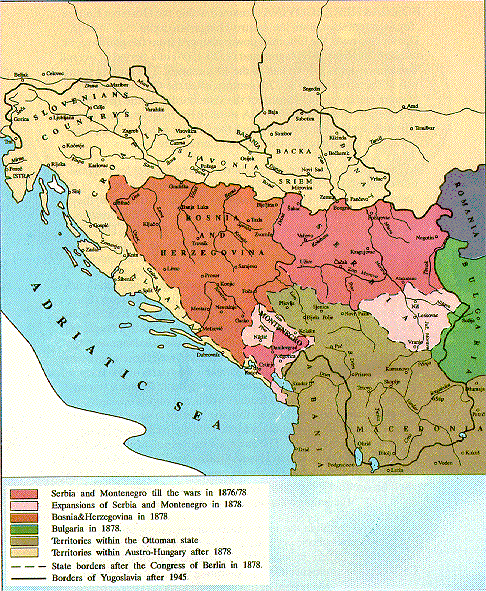
Bosnia şi Herţegovina în 1878

În secolul XIX declinul Imperiului era visibil. În aceste condiții, sultanii de la Istanbul încercă să introducă o serie de reforme, vizând modernizarea administrației, armatei, ameliorarea statutului non musulmanilor, însă se lovește de rezistența feudalilor locali. Rezistența este deosebit de puternică în Bosnia, unde pașalele locale pot conta pe sprijinul populației musulmane locale. După o serie de răscoale ale feudalilor locali, Imperiul și aceștia jung la un modus vivendi, în special sub administrarea lui Omer pașa Latas (un sârb convertit la islam). În anul 1862 Imperiul otoman și Serbia încheie un tratat prin care populația musulmană de pe teritoriul principatului sârb este expulzată în Imperiul otoman. Mulți dintre acești musulmani (în mare majoritate slavi musulmani) se stabilesc pe teritoriul Bosniei.
Condițiile economice din Bosnia la jumătatea secolului XIX erau mai rele chiar decât în zonele vecine din Imperiul otoman, din Serbia sau Muntenegru. Reglementările legislative menite să asigure egalitatea în drepturi între musulmani și non-musulmani erau aplicate cel mult parțial, iar obligațiile feudale rămăseseră neschimbate. Transportul feroviar era aproape inexistent, iar drumurile erau rămase la nivel medieval. Creșterea populației creștine a determinat înrăutățirea situației acesteia, deoarece terenurile disponibile pentru arendă erau tot mai reduse. Lipsa unei industrii a determinat creșterea nemulțumirii rurale.
În aceste condiții în anul 1875 izbucnește răscoala populației creștine din provincie. Serbia și Muntenegru (două entități statale distincte în acel moment) au declarat război în 1876 Imperiului otoman ca răspuns la reprimarea răscoalei însă au fost învinse. Cu toate acestea, Congresul de la Berlin din 1878 a decis ca administrarea provinciilor Bosnia și Herțegovina să fie preluată de către Austro-Ungaria. În mod formal, aceasta nu era o anexare, teritoriul continua să facă parte din Imperiul otoman, moneda otomană ar fi urmat să fie utilizată pe teritoriul Bosniei iar sultanul să fie recunoscut drept suveran.
Cu toate acestea, în 1878 perioada dominației otomane asupra Bosniei-Herțegovina ia sfârșit și începe perioada stăpânirii austro-ungare.

## Bosnia-Herțegovina în timpul dominației austro-ungare
Dubla Monarhie a ocupat din punct de vedere militar Bosnia-Herțegovina în 1878, însă a nu a anexat teritoriul. Principalul motiv pentru care teritoriul a fost ocupat a fost teama de a nu fi anexat de către Serbia sau Muntenegru, profitând de slăbiciunea Imperiului otoman.
Austro-Ungaria a redactat primele recensăminte exacte ale populației din Bosnia-Herțegovina. Recensământul din 1879 (la care populația a fost recensată pe baza religiei) indică următoarele proporții: ortodocși 42,88%, musulmani 38,75%, catolici 18,08% alții (în special evrei) 0,31%.
În general proporțiile au rămas neschimbate până în anul 1910, când a fost realizat ultimul recensămât al populației de către autoritățile austriece.
Inrarea trupelor austriece a fost întâmpinată cu ostilitate de către musulmani, care s-au revoltat până în anul 1883 (când ultima rezistență a fost înfrântă).
Populația creștină așteptase cu multă încredere schimbarea administrației însă atât catolicii cât și ortodocșii au fost dezamăgiți de măsurile adoptate.
Austro-Ungaria nu exercita în mod formal suveranitatea asupra teritoriului, prin urmare a existat, inițial, o mare reticență în a investi în dezvoltarea economică. Pentru a nu adânci tensiunile între cele două componente ale Monarhiei (atât Austria cât și Ungaria aveau graniță cu Bosnia) și tensiunile etnice deja existente s-a luat decizia ca administrarea Bosniei să fie făcută "în comun", de fapt fiind coordonată de către ministrul de finanțe, unul din cei trei miniștri comuni ai Imperiului. O altă decizie care avut un impact negativ a fost cea de a se asigura un echilibru între veniturile și cheltuielile administrației în Bosnia și Herțegovina.
Această decizie a limitat în mod fatal resursele aflate la dispoziția administrației. În aceste condiții și autoritățile austro-ungare au menținut sistemul de proprietate din timpul Imperiului otoman, inclusiv obligațiile feudale ale țăranilor creștini. De asemenea, a fost menținut sistemul comunitar de educație (fiecare dintre cele trei comunități religioase avea propriul sistem de educație).
Lipsa unui statut clar al Bosniei-Herțegovina a determinat probleme în legătură cu dreptul aplicabil. Deoarece Ungaria și Austria aveau sisteme juridice diferite, în Bosnia-Herțegovina s-a aplicat Codul militar de justiție (armata era una din instituțiile comune ale Monarhiei) și au fost menținute în mare măsură instanțele bazate pe dreptul islamic.
Un alt obstacol în calea dezvoltării economice l-a constituit faptul că Bosnia a devenit victima tensiunilor dintre cele două componente ale Monarhiei. Ungaria a blocat în mod constant construirea unor căi ferate care să realizeze legătura cu Dalmația (aflată în componența Austriei). Această opoziție a frânat dezvoltarea economică a provinciei.
Un alt proces esențial în aceasă perioadă este finalizarea procesului de identificare etnică a comunităților creștine din Bosnia cu sârbii și croații din afara provinciei. Desigur, un sentiment de înrudire existase și înainte de ocupația austriacă (între ortodocșii din Herțegovina orientală și muntenegreni sau între catolicii din Herțegovina occidentală și croații din Dalmația), însă în secolul XIX, ca urmare a răspândirii tiparului și a înființării societăților culturale naționale, procesul este finalizat, identificarea ortodocșilor cu sârbii și a catolicilor cu croații fiind ireversibilă.
În aceeași perioadă musulmanii din Bosnia încep să-și pună problema identității lor naționale. În perioada Imperiului otoman (stat în care apartenența religioasă, nu cea etnică determinau statutul persoanei) musulmanii se identificau și erau identificați drept "turci bosnieci" deși doar o proporție redusă a lor vorbea limba turcă și toți aveau ca limbă maternă, limba sud-slavă comună cu sârbilor și croaților (cunoscută până în 1991 drept sârbo-croată). La începutul secolului XX se creează prima organizație politică a populației musulmane, Mișcarea pentru Autonomia Culturală și Religioasă în Bosnia și Herțegovina, devenită în 1906 Organizația Națională Musulmană, partid politic care a a sigurar timp de trei decenii reprezentarea populației musulmane.
Administrația austriacă a încercat să promoveze ideea unei identități bosniace comune (bosniaștvo) însă ideea a fost respinsă de către sârbi și croați și privită cu serioase rezerve de către musulmani.
În această perioadă atât sârbii cât și croații au încercat să-i convingă pe musulmani că sunt sârbi, respectiv croați trecuți la islam în perioada ocupației otomane. Deși eforturile au rămas în general fără succes, anumiți intelectuali musulmani s-au arătat sensibili la această propagandă și s-au implicat în mișcările naționaliste sârba sau croată sau au îmbrățișat ideea constituirii unui stat comun al slavilor din sud, idee tot mai populară în rândul slavilor sudici din Dubla Monarhie la începutul secolului XX.
La începutul secolului XX, Bosnia a devenit principalul obiectiv al aspirațiilor teritoriale ale Regatului Serbiei. Populația sârbă reprezenta majoritatea relativă în provincie și o parte din musulmani erau partizani ai identității sârbe. În plus, populația sârbă era frustrată de menținerea obligațiilor feudale și de atitudinea autorităților austriece, care considerau că loialitatea față de Monarhie era cel mult îndoielnică astfel că exercitau un control strict asupra sistemului de învățământ și activităților organizațiilor sârbe.
Nemulțumirile populației sârbe au sporit în anul 1908, când Austro-Ungaria a anexat în mod oficial Bosnia-Herțegovina, în mod evident pentru a contracara revendicările teritoriale ale Regatului Serbiei. Deși anexarea nu a modificat situația internă din Bosnia, a radicalizat în special pe intelectualii sârbi care au format societăți secrete precum Tânăra Bosnie,  Unificare sau Moarte sau Mâna Neagră (adeseori cu sprijinul armatei Serbiei), pentru a promova înlăturarea ocupației austriace și unirea cu Regatul Serbiei. Războaiele balcanice care au dus la dublarea teritoriului Regatului Serbiei au încurajat și mai mult mișcarea naționalistă sârbă.
În anul 1914, un grup de tineri naționaliști (cinci sârbi și un bosniac musulman) au hotărât să-l asasineze pe moștenitorul tronului austro-ungar, arhiducele Franz Ferdinand aflat în vizită la Sarajevo. La data de 28 iunie 1914, Gavrilo Princip, unul dintre conspiratori a reușit să-l asasineze pe arhiducele Franz Ferdinand și pe soția acestuia. Succesiunea de evenimente determinate de atentat au dus la izbucnirea primului război mondial.
În urma declanșării războiului dintre Austro-Ungaria și Serbia și Muntenegru, autoritățile austriece au privit cu deosebită suspiciune populația locală sârbă și au organizat forțe militare auxiliare formate în special din bosnieci musulmani. Deși incidentele între forțele auxiliare și sârbii din Bosnia nu au atins gravitatea faptelor din al doilea război mondial, evenimentele din această perioadă au marcat o înrăutățire a relațiilor dintre comunități.
În anul 1915, forțele armate ale Regatului Muntenegru au început o ofensivă contra armatei austro-ungare și au ajuns aproape de Sarajevo, fără a reuși însă să cucerească orașul. Armata austro-ungară a respins ofensiva muntenegreană înlăturând orice amenințare militară asupra provinciei.
În anul 1918, ca urmare a dezmembrării Imperiului austro-ungar, Bosnia și Herțegovina devine parte a Statului Sârbilor, Croaților și Slovenilor, devenit ulterior, în 1929, Regatul Iugoslaviei. Pentru Bosnia-Herțegovina începe o nouă perioadă a istoriei sale.
În general pentru Bosnia și Herțegovina perioada dominației austro-ungare a constituit o perioadă de intrare în modernitate, însă reformele Monarhiei au fost incomplete, au păstrat o structură socială în mod evident perimată și au determinat o dezvoltare inegală a provinciei.

## Bosnia-Herțegovina în Regatul Iugoslaviei
În 1918 Bosnia și Herțegovina intră în componența Regatului Sârbo-Croato-Sloven (care s-a transformat în 1929 în Regatul Iugoslaviei), în calitate de provincie regală, condusă direct de monarh.
În 1921 provincia este desființată, în contextul politicii de centralizare a noului regat. Viața politică a Regatului era dominată de conflictul între sârbi și croați. Bosnia a devenit astfel fie obiect al negocierilor între politicienii sârbi și croați, fie prilej de dispută între aceștia.
Musulmanii bosniaci au acceptat în general noul statut al provinciei. Partidul lor, Organizația Iugoslavă Musulmană, a făcut parte din majoritatea guvernelor Iugoslaviei interbelice. Regatul iugoslav a conservat structura socială însă a înlăturat multe din obligațiile feudale și a efectuat anumite reforme agrare limitate. Deși primul ministru Pașici a propus exproprierea latifundiilor beilor bosnieci, monarhia iugoslavă a refuzat această propunere.
Bosnia a fost una dintre cele mai sărace regiuni ale Iugoslaviei, însă, spre deosebire de zonele vecine (Serbia, Croația și Muntenegru), mișcarea comunistă nu a fost deosebit de populară în perioada interbelică. În regiunea Herțegovine occidentale a fost foarte puternică mișcarea naționalistă croată Ustașa, condusă de Ante Pavelici. Ustașa îmbina naționalismul croat extrem cu anumite revendicări sociale, ceea ce a dus, pentru o scurtă perioadă, la o anumită apropiere de Partidul Comunist Iugoslav.
În anul 1929, Regatul Iugoslaviei a fost divizat în unități teritoriale numite banovine care nu respectau delimitările provinciilor istorice în încercarea de a crea un stat cât mai omogen. Teritoriul Bosniei-Herțegovina a fost divizat între patru dintre aceste banovine.
Ca urmare a discuțiilor între conducerea statului iugoslav și principala forță politică reprezentând poporul croat, Partidul Țărănesc Croat, în anul 1939 este încheiat acordul Cvetokici - Macek, prin care se creează Croația, ca o unitate teritorială distinctă, înglobând o parte semnificativă din teritoriul Bosniei: regiunea din nord cunoscută sub numele de Posavina, Herțegovina occidentală și centrală cu orașul Mostar și părți din Bosnia centrală, inclusiv fosta capitală a Bosniei, Travnik.
În anul 1941, ca urmare a loviturii de stat prin care guvernul iugoslav care aderase la Pactul Tripartit a fost înlăturat, forțele Axei (Germania, Italia, Ungaria, Bulgaria) au atacat Iugoslavia împărțind între ele teritoriul acestui stat. Croația și-a proclamat independența sub denumirea Statul Independent Croat, în fruntea statului fiind întronat un membru al familiei regale italiene, însă puterea fiind exercitată de către liderul mișcării Ustașa, Ante Pavelici.
Întregul teritoriu al Bosniei - Herțegovina a fost inclus în Statul Independent Croat.

## Bosnia-Herțegovina înal doilea război mondial
Al doilea război mondial a constituit un moment determinant pentru istoria Bosniei. Mulți istorici consideră că evenimentele din perioada celui de-al doilea război mondial explică războiul din Bosnia din 1992 - 1995.
Bosnia a fost inclusă în Statul Independent Croat (NDH). Conform doctrinei oficiale a NDH, musulmanii au fost declarați "croați de religie islamică". Statul Croat a declanșat o politică oficială de prigonire a sârbilor și evreilor. Conform pozițiilor oficiale o treime din sârbi urmau să fie convertiți la catolicism, o treime expulzați și o treime uciși. Autoritățile NDH au urmărit transpunerea în realitate a acestor directive.
Pe teritoriul Bosniei-Herțegovina, în regiunile în care mișcarea Ustașa beneficia de un sprijin susbtanțial (în special în Herțegovina occidentală), atât autoritățile NDH, cât și clericii catolici (în special franciscanii) au organizat represiuni sângeroase contra sârbilor și evreilor sau convertiri forțate la catolicism. O parte a populației musulmane a acceptat includerea în Statul Național Croat și a participat la atrocitățile comise contra sârbilor, deși identificarea cu cauza națională croată a fost întotdeauna minoritară în rândul populației musulmane bosniace. În anul 1943, germanii au format Divizia SS Handjar, compusă din musulmani bosniaci. Divizia a fost utilizată în luptele contra partizanilor și pe frontul din Franța după debarcarea în Normandia.
În aceste condiții, sârbii, care constituiau majoritatea relativă a populației din Bosnia au organizat rezistența contra Statului Național Croat și a trupelor germane prezente în regiune.
Principalele mișcări de rezistență au fost cetnicii, conduși de generalul sârb Draja Mihailovici
și partizanii conduși de Iosip Broz Tito.
Cetnicii erau în general fideli regelui Petru al doilea al Iugoslaviei și guvernului monarhic în exil. Deși se identificau cu naționalismul sârb, cetnicii au inclus în rândul lor și musulmani (în special în estul Bosniei, unde populația locală musulmană a manifestat până în 1992 o anumită simpatie și chiar identificare cu etosul naționalist sârb) și croați (foarte puțini, în general foști ofițeri ai Armatei Regale Iugoslave, priviți cu neîncredere de către autoritățile NDH). Cetnicii constituiau o mișcare descentralizată, deși toți declarau susținerea față de generalul Mihailovici. Unii cetnici susțineau crearea unui viitor stat sârb pur etnic din care urmau să fie expulzați musulmanii și croații. Aceste vederi nu erau susținute decât de o minoritate, însă au contribuit la înstrăinarea potențialelor simpatii ale populațiilor non sârbe. Cetnicii urmau o strategie de hărțuire a trupelor germane și ale Statului Croat, pregătindu-se pentru o viitoare debarcare a trupelor aliate în Balcani și evitând bătăliile de anvergură. Această strategie era bazată pe experiența din primul război mondial a armatei sârbe, când un sfert din populația masculină a Serbiei a pierit pe câmpul de luptă. Generalul Mihailovici, participant la luptele din primul război mondial fusese marcat de această experiență și a avut un rol determinant în impunerea strategiei de amânare a confruntărilor directe cu germanii și forțele NDH.
Cetnicii din Bosnia au comis masacre contra populației civile, cel mai important fiind cel al populației musulmane de la Foca (estul Bosniei) și, spre sfârșitul războiului au cooperat în anumită măsură cu trupele germane și cu unitățile NDH contra partizanilor. Până în anul 1944 aliații l-au recunoscut pe generalul Mihailovici drept aliat în lupta contra germanilor.
Cealaltă mișcare de rezistență contra Axei a fost constituită de partizanii conduși de Iosip Broz Tito.
Mișcarea de partizani s-a constituit imediat după invazia Iugoslaviei și în scurtă vreme și-a stabilit cartierul general în Bosnia, profitând de relieful muntos al regiunii, care oferea un adăpost foarte bun pentru forțele de gherilă.
Marele avantaj al partizanilor a fost faptul că promovau o ideologie internaționalistă care apărea ca un mijloc de a depăși diviziunile interetnice acutizate în perioada interbelică și în timpul războiului. Pentru musulmani oferea posibilitatea afirmării ca o comunitate aparte, fără a-i obliga să se declare sârbi sau croați, astfel că mulți dintre ei s-au alăturat sau au sprijinit mișcarea de partizani fără a fi neapărat comuniști.
Partizanii au ocupat teritorii din interiorul Bosniei - Herțegovina și au reușit să creeze o administrație civilă în acestea. În anul 1942 are loc prima reuniune a organizației umbrelă a mișcării de partizani Consiliul Antifascist de Eliberare Populară a Iugoslaviei (AVNOJ) în orașul Bihaci, din nord-estul Bosniei (zonă cu populație majoritar musulmană) în care se proclamă sprijinul pentru democrație, drepturile grupurilor etnice, respectul pentru proprietatea privată și dreptul la inițiativa economică privată, conturându-se astfel viitoarele principii ale socialismului titoist.
A doua reuniune a Consiliului are loc în noiembrie 1943, în Bosnia Centrală, în orașul Jajce adoptă o serie de hotărâri importante: proclamă Consiliul drept instituție executivă a Iugoslaviei și pe Iosip Broz Tito drept prim ministru, demite guvernul regal aflat în exil la Londra și proclamă o Iugoslavie federală formată din republicile Serbia, Croația, Bosnia și Herțegovina, Macedonia, Muntenegru și Slovenia. Data de 29 noiembrie a fost sărbătoarea oficială a Iugoslaviei comuniste.
Guvernul iugoslav proclamat la Jajce a fost recunoscut de către Marea Britanie, care în scurtă vreme după aceea a întrerupt legăturile cu cetnicii lui Mihailovici.
Anul 1943 marchează și importante victorii ale partizanilor asupra cetnicilor în Herțegovina. În același an, partizanii reușesc, în bătălia de la Sutjeska să scape din încercuirea trupelor germane și să ocupe porțiuni ale litoralului dalmat.
Partizanii au comis, la rândul lor abuzuri asupra celor percepuți ca rivali (în special naționaliștii sârbi sau croați) și asupra cultelor religioase, dar aliații au ignorat aceste abuzuri, lupta contra germanilor constituind prioritatea momentului.
În anul 1945 forțele germane sunt alungate din Bosnia-Herțegovina și din Iugoslavia. Iosip Broz Tito proclamă statul comunist iugoslav format din cele șase republici (inclusiv Bosnia și Herțegovina) și abolirea monarhiei. Bosnia intră într-o nouă fază a istoriei sale.

## Bosnia-Herțegovina în timpul perioadei comuniste
Prin declarația de la Jajce din 1943, Bosnia-Herțegovina a fost proclamată ca republică a noii Federații Iugoslave în limitele administrative din perioada Imperiului Otoman. Aceste limite administrative au fost menținute, iar în anii 50, a primit acces la Marea Adriatică prin portul Neum.
În perioada inițială a regimului comunist, represiunea contra opoziției interne, în special forțele ustașilor și cetnicilor care rămăseseră prezente în Bosnia a fost însoțită de o politică economică stalinistă. Iugoslavia a fost prima țară comunistă care a inițiat colectivizarea agriculturii. Această politică a fost continuată și după ruptura dintre Stalin și Tito din anul 1948 deoarece Tito a dorit să dovedească faptul că a rămas fidel principiilor comuniste.
În Bosnia, regiune, devastată de război, cu o mare populație rurală, aceasta a determinat nemulțumiri care s-au acumulat și au culminat cu răscoala de la Cazin din anul 1950, când săteni musulmani și sârbi au atacat sediile instituțiilor administrative locale și au distrus sediul cooperativei agricole.
Incidente de acest gen s-au multiplicat în anii 1949 - 1951. Deși toate (inclusiv răscoala de la Cazin), au fost reprimate de forțele de poliție secretă ale regimului comunist (OZNA), faptul că nemulțumirea atinsese cote foarte mari, iar la acțiunile contra regimului participau și foști partizani, inclusiv persoane care se alăturaseră mișcării în anul 1941 ("primii luptători" cum erau numiți), a determinat conducerea comunistă a Iugoslaviei să oprească acțiunea de colectivizare și să permită, chiar dacă restricționat, dreptul de proprietate privată asupra pământului. S-a realizat exproprierea totală a latifundiilor aristocrației musulmane și stingerea ultimelor obligații feudale ale țăranilor.
În cadrul fostei Iugoslavii, Bosnia era una din republicile sărace, astfel că, în conformitate cu preceptele comuniste s-a acordat o atenție deosebită industrializării. Deoarece Bosnia dispune de resurse de cărbune, s-a acordat o atenție deosebită industriei grele, inclusiv industriei de armament. Aceasta a fost dezvoltată deoarece Bosnia - Herțegovina era situată în centrul fostei Iugoslavii și nu avea frontieră cu nici un stat de pe teritoriul cătruia ar fi putut fi lansat un atac armat. Fondurile pentru industrializare erau obținute prin transferul de resurse dinspre regiunile mai prospere (Slovenia, Croația și Serbia) spre cele mai sărace. Industrializarea a determinat creșterea populației urbane. Sarajevo, Zenica, Tuzla, Mostar devin orașe în care populația crește spectaculos și cetățenii aparținând diferitelor comunități interacționează în măsură mai mare decât în comunitățile rurale.
Partidul Comunist Iugoslav promovează o politică de înțelegere interetnică prin reprimarea severă a naționalismelor (sunt urmărite și pedepsite sever cele mai mici manifestări de naționalism real sau perceput ca atare de către autorități), încurajarea iugoslavismului și a "unității și frăției" (bratsvo i jedinstvo - slogan oficial al Iugoslaviei comuniste) între popoarele Iugoslaviei.
În mod cert, în special în mediul urban, această politică, însoțită de o politică de descurajare a religiei (după o perioadă inițială de persecuție), a determinat creșterea căsătoriilor mixte și a persoanelor care se declarau în recensăminte drept iugoslavi.
Problema etnică a continuat să marcheze istoria Bosniei - Herțegovina și în timpul perioadei comuniste. Musulmanii din Bosnia au oscilat între solicitarea recunoașterii lor ca popor component al Iugoslaviei și aderarea la identitatea iugoslavă. În același timp, sârbii și croații din Bosnia au urmărit să le fie recunoscut rolul în republică și să nu fie "reduși" la statutul de minoritate.
Recunoașterea statutului de popor a fost făcută treptat; în anul 1961 după abandonarea promovării identității iugoslave de către conducerea comunistă (din teama de a nu promova aspirațiile de dominare a Iugoslaviei de către sârbi) s-a acceptat ca musulmanii bosnieci să se declare musulmani ca grup etnic, iar în anul 1971 se acceptă recunoașterea poporului musulman, popor component al Bosniei și al Federației Iugoslave. Deși liderii politici comuniști sau intelectualii musulmani bosniaci ar fi preferat recunoașterea sub denumirea de "popor bosniac", s-a acceptat denumirea de "musulman", acordată pentru a preveni protestele sârbilor și croaților. În cadrul acestui aranjament s-a acceptat ca sârbii și croații din Bosnia să fie considerați drept "popoare constitutive" ale republicii.
Ca urmare a acestor acorduri, Bosnia-Herțegovina a fost condusă printr-un sistem în care posturile de conducere erau distribuite pe baza unui algoritm atent calculat membrilor tuturor celor trei comunități etnice.
În anii '70 dezvoltarea economică a republicii este evidentă. La aceasta contribuie mai mulți factori: în primul rând transferurile de resurse operate de la nivel federal care contribuie la industrializarea Bosniei, faptul că producția pentru apărare avea desfacerea asigurată și faptul că, începând cu anul 1969, regimul comunist iugoslav liberalizează regimul pașapoartelor și permite cetățenilor să plece să lucreze în special în Europa occidentală.
Sarajevo devine unul din cele mai importante centre culturale ale Iugoslaviei.
Aceste elemente precum și creșterea căsătoriilor mixte în mediul urban, cuplate cu politica de represiune a naționalismului au putut crea iluzia că, în Bosnia-Herțegovina problema etnică a fost rezolvată.
Iluzia a început să se destrame în anii '80 imediat după moartea fondatorului Iugoslaviei comuniste, Iosip Broz Tito. La începutul anilor 80 Iugoslavia, a cărei creștere economică se bazase în mare măsură pe împrumuturi externe a trebuit să facă față ca și celelalte state est europene unei crize a datoriilor externe. Pe fundalul crizei economice s-au intensificat grevele muncitorilor industriali (acestea nu au avut însă caracter politic, spre deosebire de Polonia).
Pe de altă parte, dispariția lui Tito a dus la o criză de autoritate, cu atât mai mult cu cât sistemul instituit prin Constituția din 1974 nu lăsase instituții cu atribuții clare la conducerea statului iugoslav. Pe acest fond s-a părut că represiunea slăbise, ceea ce a dus la exprimarea unor idei care fuseseră interzise anterior. Nemulțumirile comunităților național- religioase au fost astfel exprimate cu forță la începutul anilor '80 în toată fosta Iugoslavie.
În acest context, autoritățile au declanșat represiunea contra manifestărilor de disidență. Elocvente în acest sens sunt procesul intentat lui Alija Izetbegovici și altor lideri musulmani bosniaci pentru "propagandă ostilă" în anul 1983. Izetbegovici a fost acuzat pentru publicarea lucrării "Declarația Islamică", lucrare scrisă într-un stil metaforic care poate fi interpretată atât ca o exprimare a dorinței de instaurare a unui stat musulman, cât și ca un apel de reformă internă a comunității musulmane. În urma procesului Izetbegovici a fost condamnat la 16 ani de închisoare (a fost grațiat ulterior).
În anul 1984, de asemenea, a avut loc procesul unui profesor de la Universitatea din Sarajevo, acuzat de activitate contrarevoluționară, Vojislav Seselj (aflat în prezent în detenție la Haga sub acuzația de a fi comis crime de război între 1992-1995). Ambele procese au fost monitorizate de Amnesty International. Seselj expria temerile sârbilor din Bosnia, care după 1961 au pierdut statutul de principal grup etnic în republică. Recensămintele din 1971 și 1981 indică scăderea atât în număr absolut cât și ca proporție a numărului sârbilor.
În același timp, croații din Bosnia au început să-și exprime nemulțumirile legate de subreprezentarea în cadrul instanțelor de conducere la nivel republican, în special în cadrul sistemului judiciar, acuzând un complot sârbo-musulman menit să le bareze afirmarea.
Nemulțumirile diferitelor grupuri etnice și criza generală a societății iugoslave nu mai puteau fi ascunse.
Cu toate acestea, pentru un observator extern situația putea părea calmă. În anul 1984 Sarajevo a găzduit Olimpiada de iarnă iar în anii '80 Sarajevo și-a menținut statutul de "capitală culturală" a Iugoslaviei.
Pe măsură ce regimul se liberaliza, soluțiile propuse de regimul comunist, chiar și de cel relativ liberal din Iugoslavia nu mai apăreau capabile să răspundă problemelor apărute.
Având în vedere experiența războiului din anii 1992-1995 și dificultățile perioadei de după pacea de la Dayton, mulți locuitori ai Bosniei se raportează la perioada comunistă, în special la cea a lui Tito cu o anumită nostalgie.

## Războiul din Bosnia

### Preliminariile războiului
Spre deosebire de celelalte regimuri comuniste, Liga Comuniștilor din Iugoslavia a permis desfășurarea alegerilor pluraliste în anul 1990 la nivel de republică. În Bosnia partidele s-au format la nivelul comunităților etnice. Astfel în anul 1990 Alija Izetbegovici și Ejup Ganici au format Partidul Acțiunii Democratice (SDA) reprezentând comunitatea musulmană, sârbii s-au reunit în special în cadrul Partidului Democratic Sârb (SDS) condus de Radovan Karadžić, iar croații în cadrul Comunității Democratice Croate (HDZ), partid organizat ca o secție bosniacă a HDZ din Croația.
Primele alegeri pluraliste au avut loc în anul 1990. Cele trei partide naționaliste au câștigat în mod clar majoritatea în parlamentul de la Sarajevo. Sistemul electoral prevedea instituirea unei Președinții rotative care a fost condusă de către Alija Izetbegovici. În anul 1991 ca urmare a proclamării independenței Sloveniei și Croației au început războaiele din fosta Iugoslavie. În mod evident instituțiile federale au încetat să funcționeze în vara anului 1991. Deși Bosnia a încercat să evite implicarea în ceea ce apărea la momentul respectiv drept un război civil au apărut inevitabile două alternative, fie proclamarea independenței, fie rămânerea în cadrul unei federații cu Serbia, Muntenegru și Macedonia.
În anul 1991, președintele Izetbegovici a încercat să ajungă la un acord cu Belgradul privind reorganizare pe baze confederale a unui stat post iugoslav, însă toate aceste convorbiri nu au dus la nici un rezultat. În paralel, în luna martie 1991, Slobodan Miloșevici și Franjo Tudjman, președinții Serbiei și Croației au avut o întâlnire la Karageorgevo, în Serbia unde au avut convorbiri asupra divizării Bosniei între Serbia și Croația și ar fi ajuns la un acord în acest sens. Deși existența acordului a fost negată multă vreme, acesta a fost confirmat de către ultimul premier iugoslav Ante Markovici (croat), care a depus mărturie înaintea tribunalului de la Haga.
În octombrie 1991 Bosnia - Herțegovina își proclamă suveranitatea. Declarația este urmată de un referendum, boicotat de sârbii bosniaci, în care croații și musulmanii bosnieci votează pentru desprinderea de Iugoslavia.
În luna aprilie 1992 se proclamă independența Bosniei - Herțegovina, iar două zile mai târziu sârbii proclamă independența propriului lor stat, Republica sârbă a Bosniei și Herțegovinei, cunoscută sub numele de Republica Srpska.

### Războiul din Bosnia (1992-1995)
Independența Bosniei-Herțegovina a fost proclamată la data de 5 aprilie 1992, recunoscută la data de 6 aprilie, iar noul stat a fost recunoscut și admis în Organizația Națiunilor Unite în mai 1992. Republica Srpska și-a proclamat independența la data de 7 aprilie 1992, dar nu a fost recunoscută. În anul 1991 croații din Bosnia proclamaseră comunitatea croată Herțeg Bosna, având ca misiune apărarea croaților din Bosnia.
În anul 1992 au început operațiunile militare. Acestea au fost marcate de intenția forțelor sârbilor bosniaci de a ocupa un teritoriu cât mai mare, contiguu cu teritoriile ocupate de către sârbii din Croația. Inițial forțele armate ale sârbilor bosniaci aveau avantajul preluării armamentului armatei iugoslave deși se aflau în inferioritate numerică față de bosniaci și croați. În anul 1992, forțele sârbe au desfășurat în regiunile ocupate acțiuni de expulzare a populației civile musulmane și croate. Acțiunea de purificare etnică deși nu a avut loc doar în teritoriile ocupate de către sârbi, a fost pracitcată pe un teritoriu extins, pe scară largă și mediatizată intens astfel că a șocat opinia publică internațională, compromițând orice revendicări politice ale sârbilor bosniaci.
Ca urmare a operațiunilor militare și a expluzărilor de populație la sfârșitul anului 1992, Republica Srpska a ocupat aproximativ 70% din suprafața Bosniei-Herțegovina, în estul și nordul statului. Teritoriul controlat de forțele guvernamentale fidele guvernului de la Sarajevo se reducea la enclave asediate și la un teritoriu controlat împreună cu forțele militare ale croaților bosniaci în centrul Bosniei. Organizația Națiunilor Unite desfășoară forțe de menținere a păcii (UNPROFOR), însă acestea au un mandat limitat astfel că nu au fost capabile să împiedice comiterea unor atrocități de către combatanți.
Anul 1993 reprezintă momentul culminant al războiului din Bosnia deoarece alianța inițială dintre bosniaci și croați se destramă și au loc câteva conflicte paralele.
Astfel, în Bosnia centrală, izbucnește un război deosebit de violent între croați și bosniaci, conflict care se extinde și în Herțegovina Occidentală. Orașul Mostar divizat de râul Neretva între o secțiune croată și una bosniacă este teritoriul unor confruntări violente.
În acest conflict se înregistrează alianțe locale între sârbi și croați în luptele contra musulmanilor (la asediul orașului Sarajevo participă și forțele croate din localitatea Kiseliak, iar artileria sârbă bombardează partea bosniacă din Mostar).
În conflictul din Bosnia centrală își fac apariția unitățile de combatanți musulmani străini (mujahedinii) care acționează în unități independente și comit crime de război contra populației civile. Această atitudine influențează și unitățile armatei bosniace. Corpul armatei bosniace din Zenica (supranumit chiar de către musulmanii bosnieci corpul Allahu Akbar) adoptă o atitudine agresiv islamică și încearcă să impună populației civile respectarea literală a preceptelor Islamului (inclusiv prin distrugerea magazinelor care vând alcool și carne de porc).
Aceste unități reușesc să înfrângă forțele armate croate din centrul Bosniei și sa creeze teritorii care leagă orașele aflate sub controlului guvernului de la Sarajevo dominat de musulmanii bosnieci.
Pe de altă parte, în alte zone (Tuzla sau Maglaj) croații continuă să lupte alături de armata guvernamentală bosniacă, dominată de musulmanii bosnieci împotriva forțelor Republicii Srpska.
În nord-vestul Bosniei, în regiunea Velika Kladușa, Fikret Abdici, ales în cadrul Președinției colective ca reprezentant al musulmanilor bosnieci, alături de Alija Izetbegovici proclamă regiunea autonomă a Bosniei de vest (ulterior Republica Bosniei de vest) și începe conflictul cu forțele guvernamentale grupate în jurul orașului Bihaci. Abdici are cel puțin o înțelegere tacită cu forțele sârbilor din Kraina, care înconjoară teritoriul ocupat de forțele sale și au evitat orice conflict cu el.
În 1993 sunt propuse planul de pace Vance-Owen si Stoltenberg-Owen, care prevedeau divizarea Bosniei-Herțegovina în unități teritoriale dominate de fiecare din cele trei grupuri etnice. Deși profund nemulțumiți, conducătorii guvernului de la Sarajevo acceptă planul, însă parlamentul Republicii Srpska refuză ratificarea acestuia.
În 1994 principalul eveniment este încheierea acordului de pace de la Washington⁠(d) dintre croați și musulmanii bosnieci care prevede crearea Federației Bosnia-Herțegovina, reunind teritoriile controlate de cele două comunități, încetarea ostilităților și crearea unei confederații cu Croația. În fapt între forțele de pe teren se instaurează un armistițiu și fiecare parte continuă să controleze teritoriile ocupate, fără a se înregistra un progres în constituirea vreuneia din structurile statale prevăzute de către acordul de la Washington.
În anul 1995 armata Republicii Srpska a început ofensiva contra enclavelor musulmane din estul Bosniei (Srebrenica, Zepa și Gorajde), reușind sa ocupe Srebrenica și Zepa. La ocuparea orașului Srebrenica forțele armate și paramilitare ale sârbilor au omorât 7000 de bărbați musulmani act recunoscut drept genocid de către Tribunalul Penal Internațional pentru fosta Iugoslavie.
În anul 1995, în cadrul operațiunii Furtuna, forțele armatei croate înving Armata Republicii Srpska Kraina, formațiunea statală secesionistă din Croația și ocupă teritoriul acesteia. Ca urmare a acestei ofensive teritoriul ocupat de Fikret Abdici este ocupat de armata guvernului central bosniac iar în luna august 1995, forțele armate bosniace, croate și ale croaților din Bosnia lansează o ofensivă concertată asupra teritoriilor ocupate de sârbi în Croația și Bosnia. NATO sprijină această ofensivă prin transmiterea de informații și prin lovituri aeriene. Sârbii încearcă să ia ostatici din rândul forțelor NATO și să-i folosească drept scuturi umane însă aceste acțiuni nu au efectul scontat. Ofensiva este întreruptă doar după ce Statele Unite adresează un ultimatum tuturor părților și să înceapă convorbirile de pace. Ostilitățile de pe teren încetază și la data de 1 noiembrie președinții Croației, Serbiei și Bosniei-Herțegovina încep convorbirile de pace la baza militară de la Dayton, Ohio, Statele Unite ale Americii. La data de 21 noiembrie este acceptat setul de documente cunoscut sub numele de acordul de la Dayton care este semnat de către cele trei părți la data de 14 decembrie la Paris de către cei trei președinți.
Acordul marchează încetarea războiului din Bosnia și începerea unei noi etape pentru în istoria Bosniei independente.

## Bosnia-Herțegovina după Acordul de pace de la Dayton

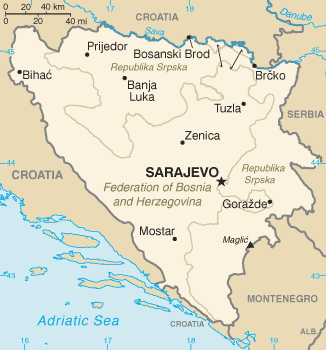
Bosnia şi Herţegovina după Acordul de la Dayton

Acordul de la Dayton a marcat încheierea operațiunilor militare însă reconstrucția postbelică a Bosniei este deosebit de dificilă. 
Acordul prevedea crearea unei structuri statale descentralizate formată din două entități: 
1. Federația Bosnia și Herțegovina (formată din teritoriile controlate de bosnieci și croați) pe 51% din teritoriul întregii republici și
2. Republica Srpska, teritoriul controlat de sârbi, 49% din teritoriul Bosniei - Herțegovina.

Orașul Brcko, având o poziție strategică deosebit de importantă, deoarece unea teritoriile controlate de sârbi a fost lăsat în administrarea Republicii Srpska însă statutul său a fost determinat ulterior. Pentru implementarea acordurilor a fost creată o forță internațională de menținere a păcii IFOR, înlocuită ulterior de o forță mai redusă SFOR (Stabilisation Force) care, la rândul său a fost înlocuită de o forță formată în principal din trupe europene, EUFOR.
Pentru supravegherea aplicării acordurilor a fost creată funcția de Înalt Reprezentant al Comunității Internaționale, având puteri extinse inclusiv dreptul de a revoca oficiali aleși din entități sau la nivel statal.
Primii ani postbelici au fost marcați de încercările de reconstrucție a țării. Deși comunitatea internațională a donat sume importante de bani pentru aceasta, distribuția s-a făcut în mod discirminatoriu (până în anul 2000 aproximativ 90% din asistență a fost dirijată spre teritoriul controlat de autoritățile centrale din Federația Bosnia - Herțegovina). Lipsa unor instituții locale solide a făcut ca mare parte din ajutoare să fie deturnate, iar Bosnia a devenit un teren propice pentru înflorirea criminalității organizate. Deși au existat temeri privind transformarea Bosniei într-o bază a fundamentalismului islamic, realitatea a demonstrat că, deși fundamentalismul este prezent în mod indiscutabil în societatea locală, marea majoritate a musulmanilor bosnieci a respins, cel puțin până în prezent această interpretare a religiei islamice.
O anumită posibilitate de evoluție a societății pare să fi venit odată cu includerea Bosniei-Herțegovina în procesul de asociere și stabilizare al Uniunii Europene și dobândirea statutului de potențial candidat la Uniunea Europeană. Bosnia-Herțegovina rămâne însă un stat fragil, cu instituții neconsolidate, dependent de asistența internațională și în care reconstrucția societății este abia la începuturile sale.